# Софія Альбертіна Сольмс-Зонненвальдська
Софія Альбертіна Сольмс-Зонненвальдська (нім. Sofie Albertine zu Solms-Sonnenwalde, 4 жовтня 1672 — 12 червня 1708) — графиня Сольмс-Зонненвальде з роду Сольмсів, донька графа Георга Фрідріха цу Сольмс-Зонненвальде та принцеси Ангальт-Бернбурзької Анни Софії, дружина спадкоємного принца Ангальт-Бернбургу Карла Фрідріха. Померла до початку його правління.

## Біографія
Народилась 4 жовтня 1672 року у Зонневальде. Була шостою дитиною та третьою донькою в родині графа Георга Фрідріха цу Сольмс-Зонненвальде та його другої дружини Анни Софії Ангальт-Бернбурзької. Мала рідного старшого брата Генріха Вільгельма та двох єдинокровних братів від першого шлюбу батька. Інші діти померли немовлятами до її народження. 
У 15-річному віці втратила батька. Матір більше не одружувалася.
У 19-річному віці взяла шлюб із 23-річним спадкоємним принцом Ангальт-Бернбургу Карлом Фрідріхом. Весілля пройшло 25 червня 1692 року в Бернбурзі. У подружжя з'явилося шестеро дітей.
Пішла з життя у Балленштедті 12 червня 1708 року. Була похована у крипті замкової церкви Святого Егідія у Бернбурзі. Наразі місце її останнього спочинку знаходиться на другому рівні крипти.

## Родина
Чоловік  — Карл Фрідріх
Діти:
- Єлизавета Альбертіна (1693—1774) — дружина князя Шварцбург-Зондерсгаузену Ґюнтера XLIII, дітей не мала;
- Фрідріх Вільгельм (3 вересня—28 грудня 1694) — прожив три місяці;
- Шарлотта Софія (1696—1762) — дружина принца Августа Шварцбург-Зондерсгаузенського, мала шестеро дітей;
- Августа Вільгельміна (1697—1767) — одружена не була, дітей не мала;
- Віктор Фрідріх (1700—1765) — князь Ангальт-Бернбургу у 1721—1765 роках, був тричі одруженим, мав семеро дітей;
- Фредеріка Генрієтта (1702—1723) — дружина князя Ангальт-Кьотену Леопольда, мала єдину доньку.